# Воля-Ракова
Воля-Ракова (пол. Wola Rakowa) — село в Польщі, у гміні Бруйці Лодзький-Східного повіту Лодзинського воєводства.
Населення — 595 осіб (2011).

## Демографія
Демографічна структура станом на 31 березня 2011 року:
|          | Загалом | Допрацездатний вік | Працездатний вік | Постпрацездатний вік |
| -------- | ------- | ------------------ | ---------------- | -------------------- |
| Чоловіки | 289     | 51                 | 210              | 28                   |
| Жінки    | 306     | 60                 | 195              | 51                   |
| Разом    | 595     | 111                | 405              | 79                   |